# Споменик Карлу Марксу
Споменик Карлу Марксу је скулптура висока 7,10 м (сокла од 13 м) тешка око 40 тона, која представља стилизовану главу Карла Маркса. Споменик је откривен 9. октобра 1971. у немачком граду Кемницу који се од 1953. до 1990. звао Карл Маркс Штат (Karl-Marx-Stadt). Бронзана скулптура у стилу социјалистичког реализма изливена је у деловима у Лењинграду, према идеји совјетског вајара Лава Карбеља. Године 2011. скулптура је санирана и обновљена.